# Tirat Ẕevi
Tirat Ẕevi (hebreiska: טירת צבי) är en ort i Israel.   Den ligger i distriktet Norra distriktet, i den nordöstra delen av landet. Antalet invånare är 645.
Terrängen runt Tirat Ẕevi är kuperad söderut, men norrut är den platt. Runt Tirat Ẕevi är det ganska tätbefolkat, med 239 invånare per kvadratkilometer. Närmaste större samhälle är Bet She'an, 9,0 km norr om Tirat Ẕevi. Trakten runt Tirat Ẕevi består till största delen av jordbruksmark.